# 工場前駅
工場前駅（こうじょうまええき）は、埼玉県大宮市大字大宮（現・さいたま市大宮区桜木町一丁目）に存在した西武鉄道大宮線の停留場。

## 概要
大成駅からそのまま直進し、鉄道省大宮駅の駅前へと入って行く直前に存在した。現在の埼玉新都市交通伊奈線（ニューシャトル）の大宮駅の南西に当たる。
当初は大宮工場前駅として開業した。名称からもわかるように、鉄道省大宮工場（現在の大宮総合車両センター）のための停留場であった。当時の大宮工場の敷地が現在のニューシャトルの大宮駅のところまであったことによるが、工場の正門は停留場から離れており、こちら側に通用門などがあったかどうかは不明である。

## 歴史
- 1906年（明治39年）4月16日：川越電気鉄道により大宮工場前駅として開業。
- 1914年（大正3年）12月：会社合併に伴い、武蔵水電川越東線の停留場となる。
- 1922年（大正11年）
  - 6月1日：会社分離に伴い武蔵鉄道（後の西武鉄道）の停留場となる。
  - 11月17日：川越東線の線名改称に伴い、大宮線の停留場となる。
- 1927年（昭和2年）8月28日 - 9月3日：車庫火災により運休。
- 1930年（昭和5年）3月4日 - 工場前駅へ改称。
- 1940年（昭和15年）12月20日：大宮線休止。
- 1941年（昭和16年）2月25日：大宮線の廃線に伴い廃止となる。

## 廃線後の状況
簡易舗装の小道であり、何も痕跡は残されていない。
ここから先、廃線跡は大宮駅西口DOMショッピングセンターの北側から南側を縁取るように直角に曲がり、終点大宮駅を目指している。

## 隣の駅
西武鉄道
大宮線
大成駅 - 工場前駅 - 大宮駅